# Pożar Kopenhagi (1728)

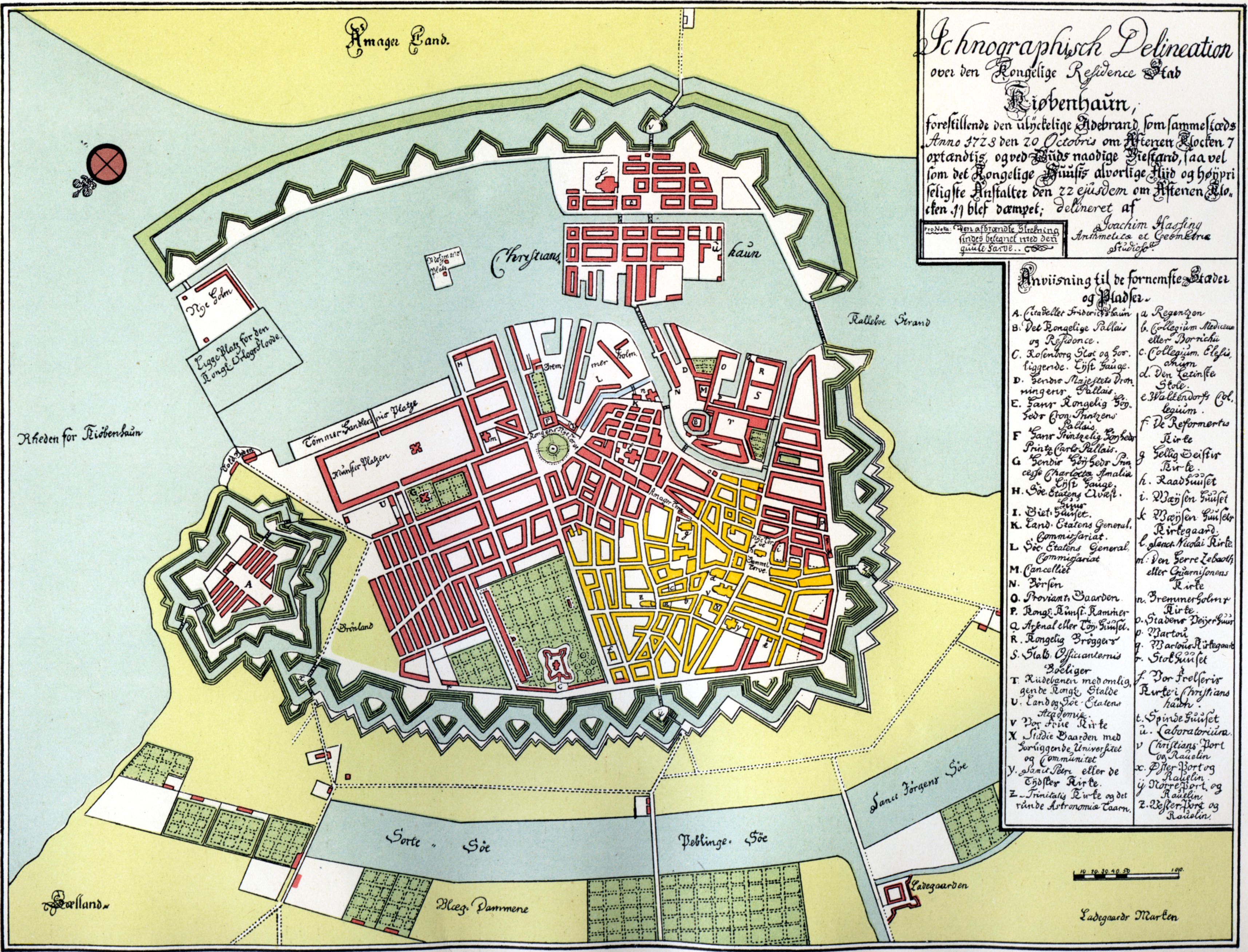
Mapa Kopenhagi z 1728, wykonana przez Joachima Hassinga; spalone budynki oznaczone są kolorem żółtym

Pożar Kopenhagi w 1728 – największy pożar w historii Kopenhagi. Wybuchł 20 października 1728 roku i trwał 3 dni, do 23 października. Strawił około 28% miasta, 20% mieszkańców zostało bez dachu nad głową.
Prawie połowa (47%) średniowiecznych zabudowań Kopenhagi została doszczętnie zniszczona – jest to jedna z przyczyn małej liczby średniowiecznych zabytków w mieście (sytuację pogorszył jeszcze kolejny pożar w 1795).
Chociaż biorąc pod uwagę rozmiar pożaru liczba zabitych i rannych była stosunkowo niska, straty kulturowe były olbrzymie. Oprócz szeregu prywatnych kolekcji ksiąg, spłonęło też 35 000 tekstów przechowywanych w bibliotece kopenhaskiego uniwersytetu oraz w obserwatorium w Okrągłej Wieży (duń. Rundetårn) – były to między innymi prace, urządzenia i notatki Tycho Brahe i Ole Rømera.
Straty można określić z raczej dużą dokładnością, gdyż natychmiast po pożarze sporządzono kilka szczegółowych raportów. Pierwszym z nich był raport Sørena Balle, złożony 1 listopada, drugi raport sporządzony był przez władze miasta 12 grudnia. Różnice między raportami są niewielkie – dotyczą tylko rozmiaru szkód na 43 działkach; można więc z pewnością stwierdzić, że 1227 działek (a na nich 1600 budynków) zostało zniszczonych. Według wyników ostatniego wówczas spisu (1699) Kopenhaga składała się z około 4500 działek, zniszczone więc zostało 28% miasta (dla części średniowiecznej liczba ta wynosi 47%).
Z raportu władz miasta wynika, że 8749 osób, które straciły w pożarze dach nad głową, znalazło nowe zakwaterowanie. Ocenia się, że 15 000 ludzi pozostało bezdomnymi – tj. około 20% ówczesnej ludności miasta (70 000). Liczba zabitych i rannych jest nieznana.